# Новопавлівка (Куньєвська сільська громада)
Новопа́влівка —  село в Україні, в Куньєвській сільській громаді Ізюмського району Харківської області. Населення становить 117 осіб.

## Географія
Село Новопавлівка знаходиться за 3,5 км від річки Сіверський Донець (лівий берег), поруч з селом проходить залізниця, станція Діброво , і автомобільна дорога E40 (М03). Біля села знаходиться невеликий ставок.

## Населення
Згідно з переписом УРСР 1989 року чисельність наявного населення села становила 145 осіб, з яких 62 чоловіки та 83 жінки.
За переписом населення України 2001 року в селі мешкало 117 осіб.

### Мова
Розподіл населення за рідною мовою за даними перепису 2001 року:
| Мова       | Кількість | Відсоток |
| ---------- | --------- | -------- |
| українська | 110       | 94.02%   |
| російська  | 7         | 5.98%    |
| Усього     | 117       | 100%     |